# Paradoxul calului

Paradoxul toți caii au aceeași culoare - pasul de inducție eșuând pentru

Paradoxul calului, afirmat prima dată de George Pólya, este un paradox fals care spune că Toți caii sunt de aceeași culoare.

## Demonstrație
Argumentul reiese din inducție matematică. Cazul cu un singur cal este trivial. Dacă în grup există un singur cal {\displaystyle (n=1)}, atunci toți caii din acel grup au aceeași culoare. 
Presupunem că {\displaystyle n} cai au aceeași culoare.  Să considerăm un grup format din {\displaystyle n+1} cai.
Mai întâi, se exclude ultimul cal și se analizează primii {\displaystyle n} cai; despre care s-a presupus anterior că toți au aceeași culoare. De asemenea, se exclude primul cal și se analizează ultimii {\displaystyle n} cai. Prin același raționament, și aceștia trebuie să aibă aceeași culoare. Prin urmare, primul cal din grup este de aceeași culoare ca și caii din mijloc, care la rândul lor sunt de aceeași culoare ca ultimul cal. Prin urmare, primul cal, caii din mijloc și ultimul cal sunt de aceeași culoare și am dovedit că:
Dacă {\displaystyle n} cai au aceeași culoare atunci {\displaystyle n+1} cai vor avea, de asemenea, aceeași culoare.
Astfel, prin inducție matematică, s-a demonstrat că în orice grup de cai, toți caii trebuie să aibă aceeași culoare.

## Explicație
Acest paradox fals este aparent dovedit prin inducție matematică. Dar aceasta este o metodă de verificare matematica folosita pentru a stabili veridicitatea unei afirmații pentru toate numerele naturale. În plus, nu are niciun sens afirmația că "primul cal din grup este de aceeași culoare ca și caii din mijloc" deoarece nu există "cai din mijloc" (aceasta este o legătură logică întreruptă).
Demonstrația a pornit de la un  grup în care există un singur cal (pasul de inducție {\displaystyle n=1}). Dacă demonstrația începe cu un grup format din 2 cai, nu se mai poate afirma că cei doi cai au exact aceeași culoare (pasul de inducție {\displaystyle n=2}). Demonstrația cu pasul de inducție 2 nu este posibilă, deoarece primul 1 cal și ultimul 1 cal nu au cai în comun, și prin urmare s-ar putea să nu aibă toți aceeași culoare.

## Vezi și
- Listă de paradoxuri